# Bernd Rieken
Bernd Rieken (* 27. Dezember 1955 in Rispelerhelmt, Ostfriesland) ist ein deutscher Ethnologe, Psychotherapeut und Hochschullehrer. Er lebt in Baden bei Wien und ist Inhaber einer Professur an der Sigmund Freud PrivatUniversität.

## Leben und Wirken
Seine Studien in Mannheim und Wien schloss Rieken 1989 mit der Promotion zum Dr. phil. und 1993 mit der Lehramtsprüfung für Philosophie, Pädagogik und Psychologie ab. Von 1985 bis 1998 unterrichtete er am Bundesoberstufenrealgymnasium für Studierende der Musik in Wien. 2001 promovierte er zusätzlich in Volkskunde, im Mai 2005 habilitierte er sich mit einer Arbeit über Sturmflutkatastrophen und ihre Bedeutung für die Mentalitätsgeschichte der Friesen.
Im Österreichischen Verein für Individualpsychologie absolvierte er eine analytische Ausbildung nach Alfred Adler und wirkte dort danach als Lehrbeauftragter,  Programmkoordinator und Generalsekretär. Seit 2001 unterrichtet er an der Universität Wien und an der Ludwig-Maximilians-Universität München. Im Juni 2007 wurde Bernd Rieken zum Professor für Psychotherapiewissenschaft und zum Studiengangsleiter Doktoratstudiengang an der Sigmund Freud PrivatUniversität Wien ernannt.

## Publikationen
- Wie die Schwaben nach Szulok kamen. Erzählforschung in einem ungarndeutschen Dorf. Frankfurt am Main, New York 2000 (Diplomarbeit Volkskunde)
- Arachne und ihre Schwestern. Eine Motivgeschichte der Spinne von den »Naturvölkermärchen« bis zu den »Urban Legends«. Münster u. a. 2003 (Dissertation Volkskunde)
- Nordsee ist Mordsee. Sturmfluten und ihre Bedeutung für die Mentalitätsgeschichte der Friesen. Münster u. a. 2005 (Habilitationsschrift)
- Des Leben is a Theater. Die Geburt der Psychoanalyse aus dem Geist der Wiener Bühnenmetapher, i. V.
- Galtür. Zur Bewältigung der Lawinenkatastrophe von 1999. Feldforschung mit Betroffenen. (Projekt im Auftrag der UNESCO-Kommission für das Immaterielle Kulturerbe in Österreich), Wien 2007
- Richard Beitl: Untersuchungen zur Mythologie des Kindes. Berlin, Univ., unveröffentlichte Habilitationsschrift 1933. Hg. von Bernd Rieken und Michael Simon. Münster u. a. 2007
- (als Hrsg.): Alfred Adler heute : Zur Aktualität der Individualpsychologie. Münster u. a. 2011 ISBN 978-3-8309-2405-0